# SIT Oaxaca
El Proyecto de Apoyo a la Movilidad Urbana y Renovación de Parque Vehicular en la Ciudad de Oaxaca , más conocido como Citybús, será un Sistema Integrado de transporte con algunas especificaciones de BRT para la Zona Metropolitana de Oaxaca de Juárez en el estado de Oaxaca, es la primera etapa de 3 que se tienen contempladas Es el primer transporte de este tipo en el estado de Oaxaca

## Antecedentes
Desde mayo de 2010, el entonces subsecretario de la Secretaría de Comunicaciones y Transportes, Humberto Treviño, anunció que el gobierno de Felipe Calderón identificó 29 proyectos de sistemas de transporte masivo de pasajeros en ciudades con más de 500 mil habitantes.
Entre los más importantes destacaban la instalación de autobuses articulados con carril confinado para hacer más eficiente la movilidad de la población en Tijuana, Mexicali, Ciudad Juárez, Chihuahua, Culiacán, La Laguna, Reynosa-Río Bravo, Tampico, Toluca, Oaxaca, Cancún y Villahermosa. El proyecto jamás se concretó, pues se requería una inversión global de 90 mil millones de pesos.

## Confirmación del Proyecto
En junio de 2014, se reveló que la ruta sería Santa Rosa-Xoxo y previsto el inicio de sus operaciones en 2015, una vez liberados los recursos por parte de la Federación.
Gabino Cué confirmó una vez más el inicio de obras con una inversión de 400 millones de pesos, así como la planeación de una segunda etapa que incluirá a Tlalixtac.

En el marco de la Expo Foro 2016, organizado por la Cámara Nacional del Autotransporte de Pasaje y Turismo (CANAPAT), el secretario de transporte y vialidad, Carlos Alberto Moreno Alcántara y el secretario de administración, Alberto Vargas Varela, recibieron de la empresa DINA, la primera Unidad de Transporte Público del Proyecto Sistema de Transporte Integrado (SIT), el cual se está llevando a cabo en el área metropolitana de la ciudad capital del Estado, Oaxaca de Juárez
En total serán 38 autobuses de la clase Linner 12 y 5 Runner 8

De acuerdo con documentos oficiales de la Secretaría de Vialidad y Transporte (Sevitra), se pondrá en operación en agosto de 2016.

El Sistema de Transporte Integrado (SITI), conocido como Metrobús, entrará en operaciones en agosto próximo en el área metropolitana, informó el secretario de Vialidad y Transporte, Carlos Moreno Alcántara

## Rutas y Autobuses
Constará de un corredor principal de 8.5 kilómetros de carril confinado, correrá desde el crucero de Viguera, en el norte de la ciudad, y correría por la carretera internacional hasta el Tecnológico de Oaxaca, para luego tomar la Calzada Madero hasta la Central de Abasto, y finalizar su recorrido en Xoxocotlán., con 43 unidades,38 tipo padrón y 5 convencionales que cubrirán 1 ruta troncal, las unidades tendrán rampas para personas con discapacidad y contarán con cámaras de seguridad conectadas con el C-2 para la seguridad interna y dispositivos de localización satelital, así como pantallas internas de información sobre las paradas durante la ruta.

## Especificaciones
Ruta Viguera-Xoxocotlán
- 8.5 km de carril confinado
- 3 terminales de integración
- 2 estaciones base
- 9 paradas especiales
- 18 estaciones intermedias
- 3 patios de servicio
- 1 centro de control y recaudo

El proyecto general tiene contemplado 27 pasos peatonales, un nuevo puente vehicular en Riveras del Atoyac y zonas de transferencia como puede ser en la carretera federal Oaxaca-México en el tramo de Viguera hacia Xoxocotlán.